# Regne d'Israel Unit
El Regne d'Israel Unit (en hebreu, ממלכת יִשְׂרָאֵל, Mamlejet Isra'el) o Monarquia Unida (en hebreu, הממלכה המאוחדת) és un regne bíblic. Segons el Tanaj (Antic Testament), Saül, el primer rei, va unificar les tribus d'Israel en un sol estat. Aquest va ser succeït per David, que va expandir el regne de manera significativa. Salomó n'és el seu tercer i últim monarca. Després de la seva mort el regne es divideix en el nord (Samaria) i el sud (Judà).
A l'actualitat, diversos erudits sostenen que la Monarquia Unida és una construcció literària i no una realitat històrica, ja que no s'han trobat evidències arqueològiques. En general, s'accepta que va existir una Dinastia de David, però molts pensen que aquest només va ser un rei de Judà que, segurament era petit, i que el regne del nord era un territori separat. Altres, però, sostenen que actualment hi ha evidències arqueològiques que defenen l'existència real de la Monarquia Unida.
L'Estela de Tel Dan, que molts experts tradueixen com "Llinatge de David", dona arguments als que defensen l'existència d'una Monarquia Unida. Segons ells, aquesta indica una dinastia de David; però, tot i això, la única font primària sobre els reis Saül i Salomó és la Bíblia. En general, els acadèmics estan d'acord que podrien existir els monarques de la Monarquia Unida, però que els seus relats contenen exageracions anacròniques.

## Controvèrsies

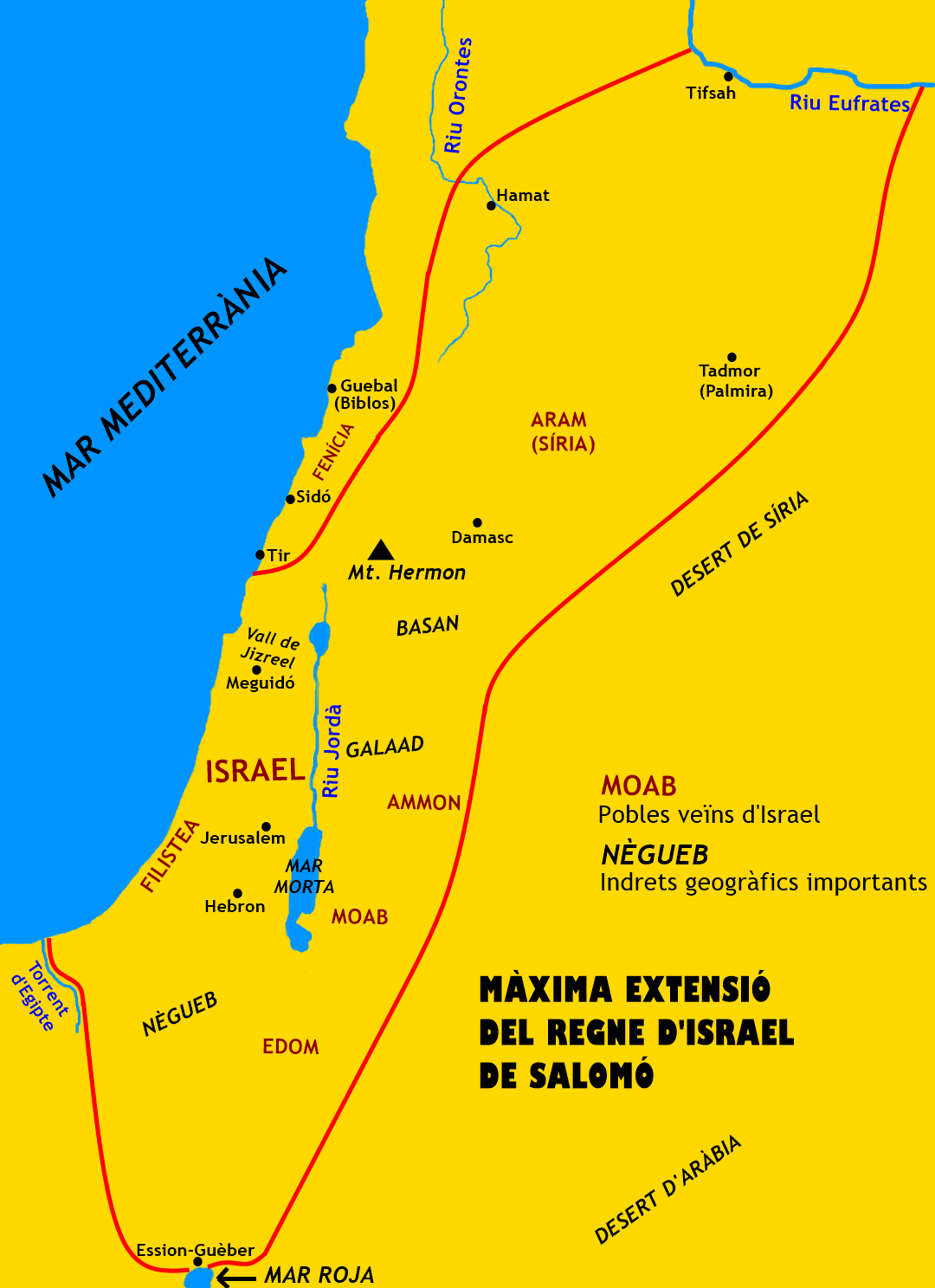
Regne d'Israel a l'època de Salomó

Segons Israel Finkelstein i Neil Silberman, autors de "La Bíblia desenterrada", les idees d'una monarquia unificada no són història exacta, sinó "expressions creatives d'un moviment poderós de reforma religiosa", possiblement "basades en certs nuclis històrics". Finkelstein i Silberman accepten que David i Salomó havien estat reis de Judà al voltant del Segle X aC, però citen el fet que la primera referència independent al Regne d'Israel data aproximadament de l'any 890 aC, mentre que el regne de Judà es remunta a l'any 750 aC. Hi ha altres acadèmics que també consideren que el Regne Unit va ser una creació de l'exili babilònic que va convertir a David i Salomó d'herois folcklòrics locals a governants d'estatus internacional. Oded Lipschits va escriure a la Jewish Study Bible que «el període premonàrquic fa molt de temps que va esdevenir en una descripció literària de les arrels mitològiques, els primers començaments de la nació i la forma d'escriure el dret d'Israel sobre la seva terra. L'evidència arqueològica tampoc dona suport a l'existència d'una monarquia unificada sota David i Salomó, com es descriu a la Bíblia, pel que és millor abandonar la rúbrica de la "monarquia unida", tot i que segueix sent útil per a discutir com la Bíblia veu el passat israelita». Finkelstein ha proposat l'existència d'una possible monarquia  unificada sota Jeroboam II, mentre que la bíblica s'hauria modelat sobre la pròpia entemps de Josies.
Per altra banda, tot i que Amélie Kuhrt reconeix que «no existeixen inscripcions reals de l'època de la monarquia unida (de fet, molt poc material escrit en conjunt), i ni una única referència contemporània a David o Salomó», conclou que «contra això cal establir-se l'evidència d'un desenvolupament i creixement substancial en diversos llocs, cosa que està relacionada amb el segle X aC.» Kenneth Kitchen va arribar a una conclusió semblant, argumentant que la «l'arqueologia física de Canaan del segle X aC és consistent amb l'existència anterior d'un estat unificat en el seu territori».

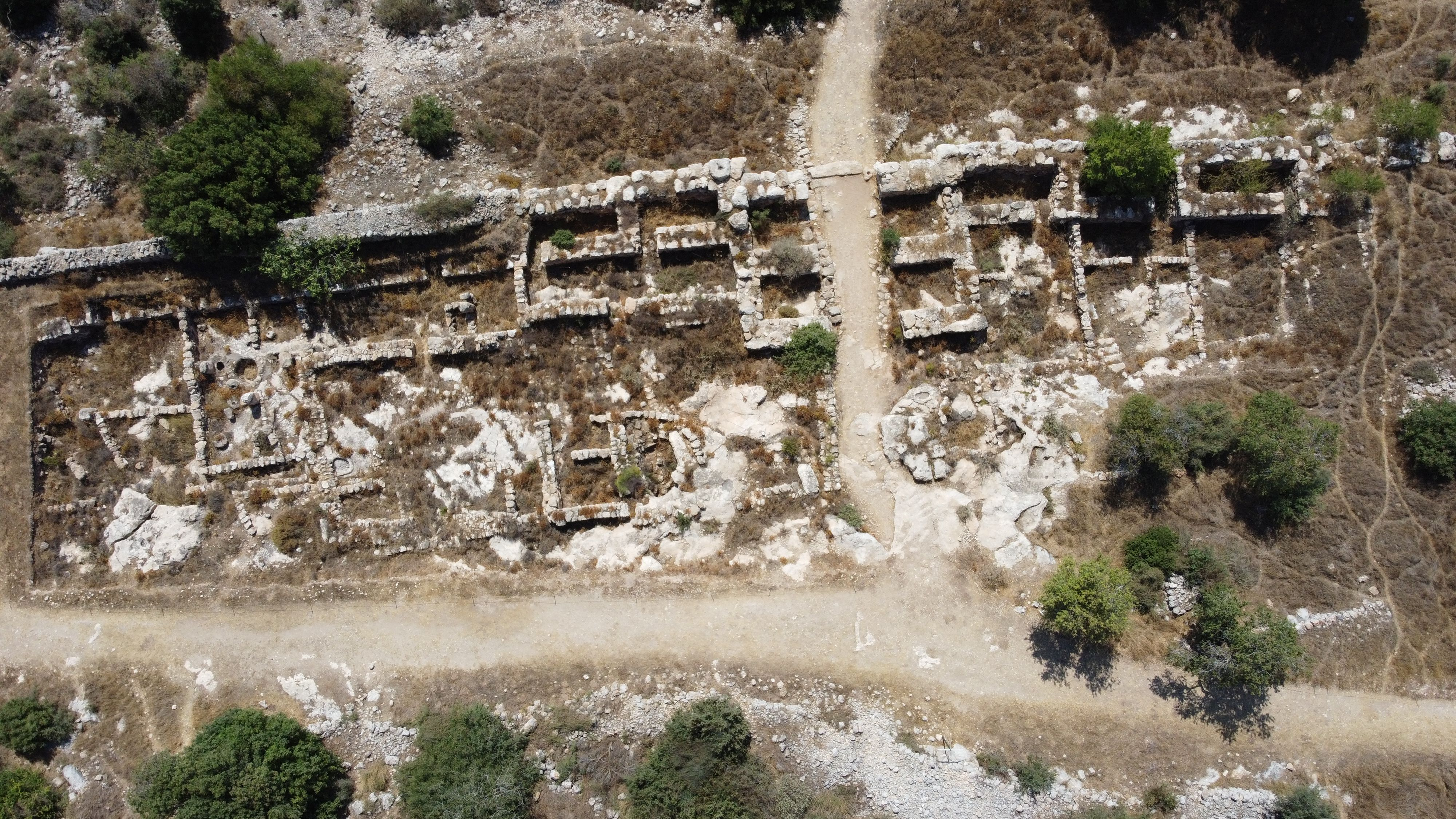
Jaciment de Khirbet Qeiyafa

## Fonts arqueològiques

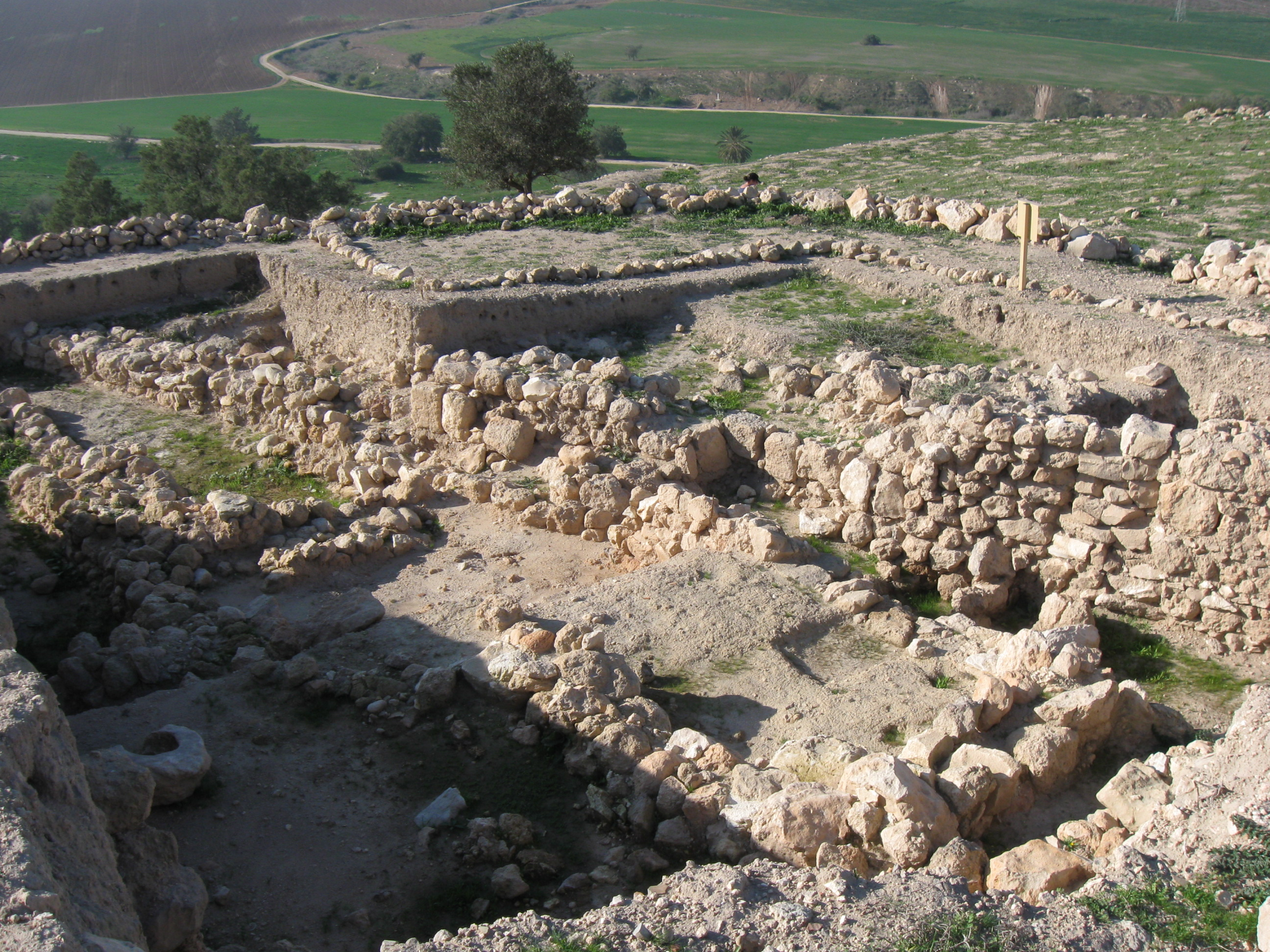
Jaciment arqueològic de Gat

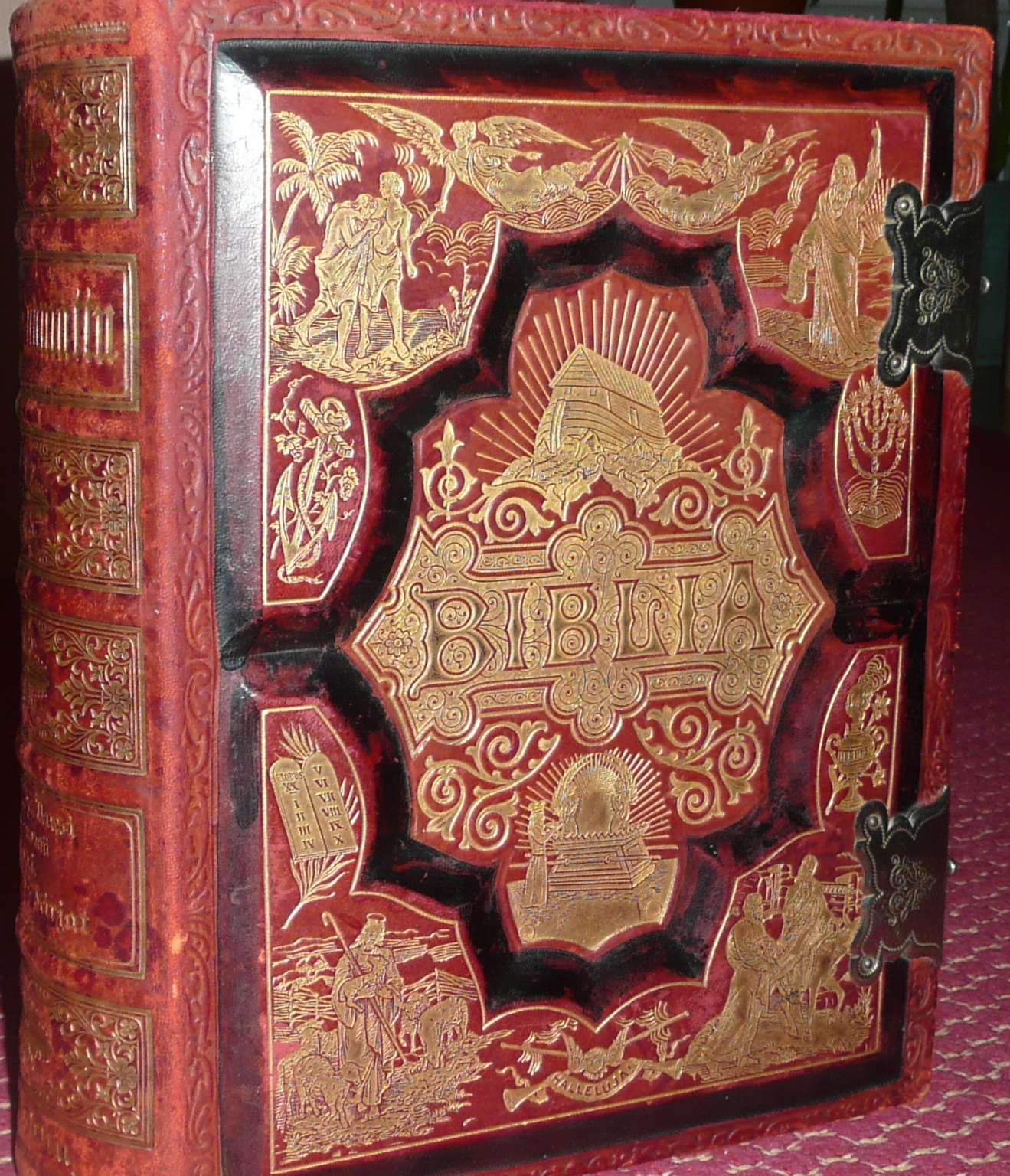
Bíblia

## Fonts escrites - La Bíblia

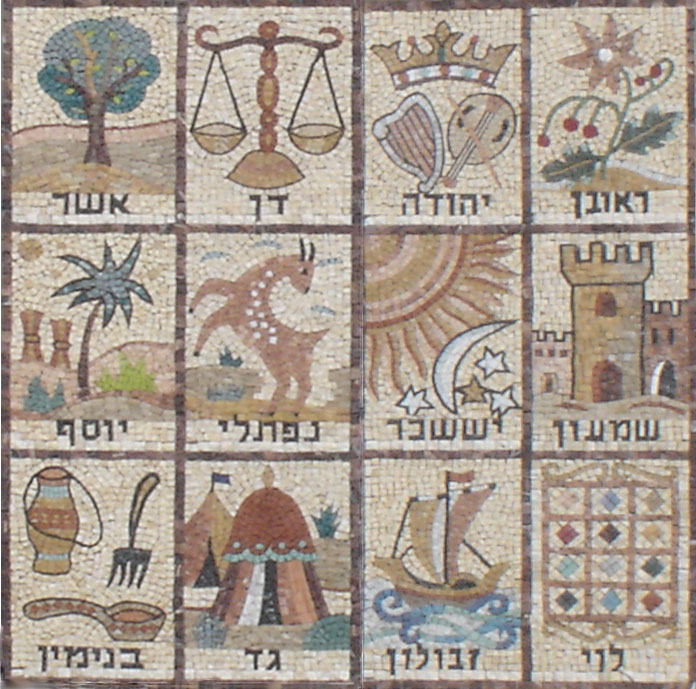
Les dotze tribus d'Israel en un mosaic de Jerusalem

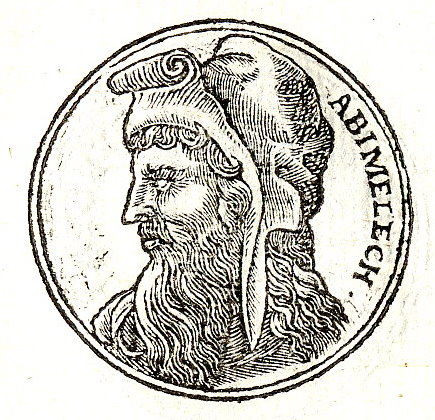
El jutge Abimelech

## Narrativa bíblica

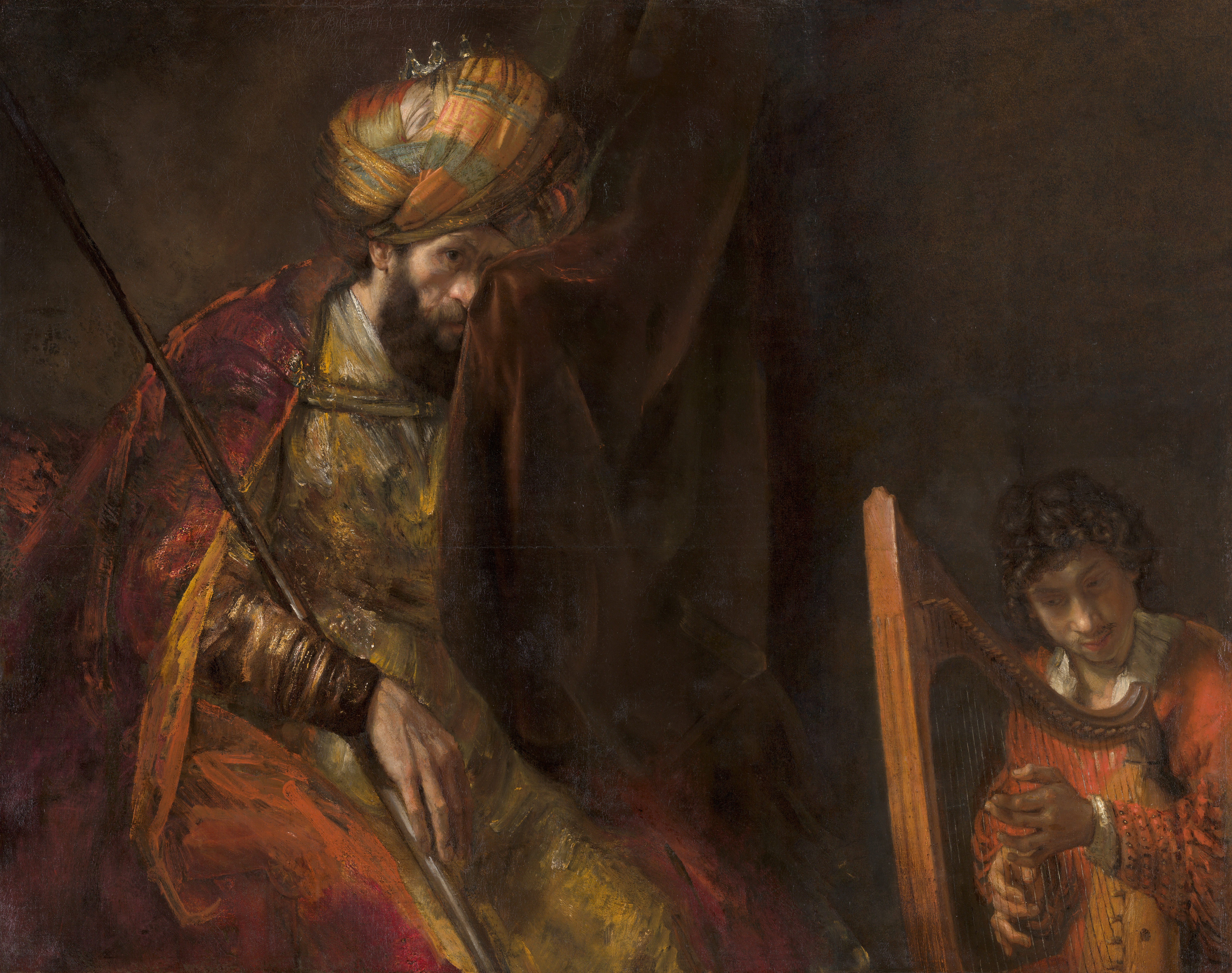
Saül i David de Rembrandt

### Guerra Civil

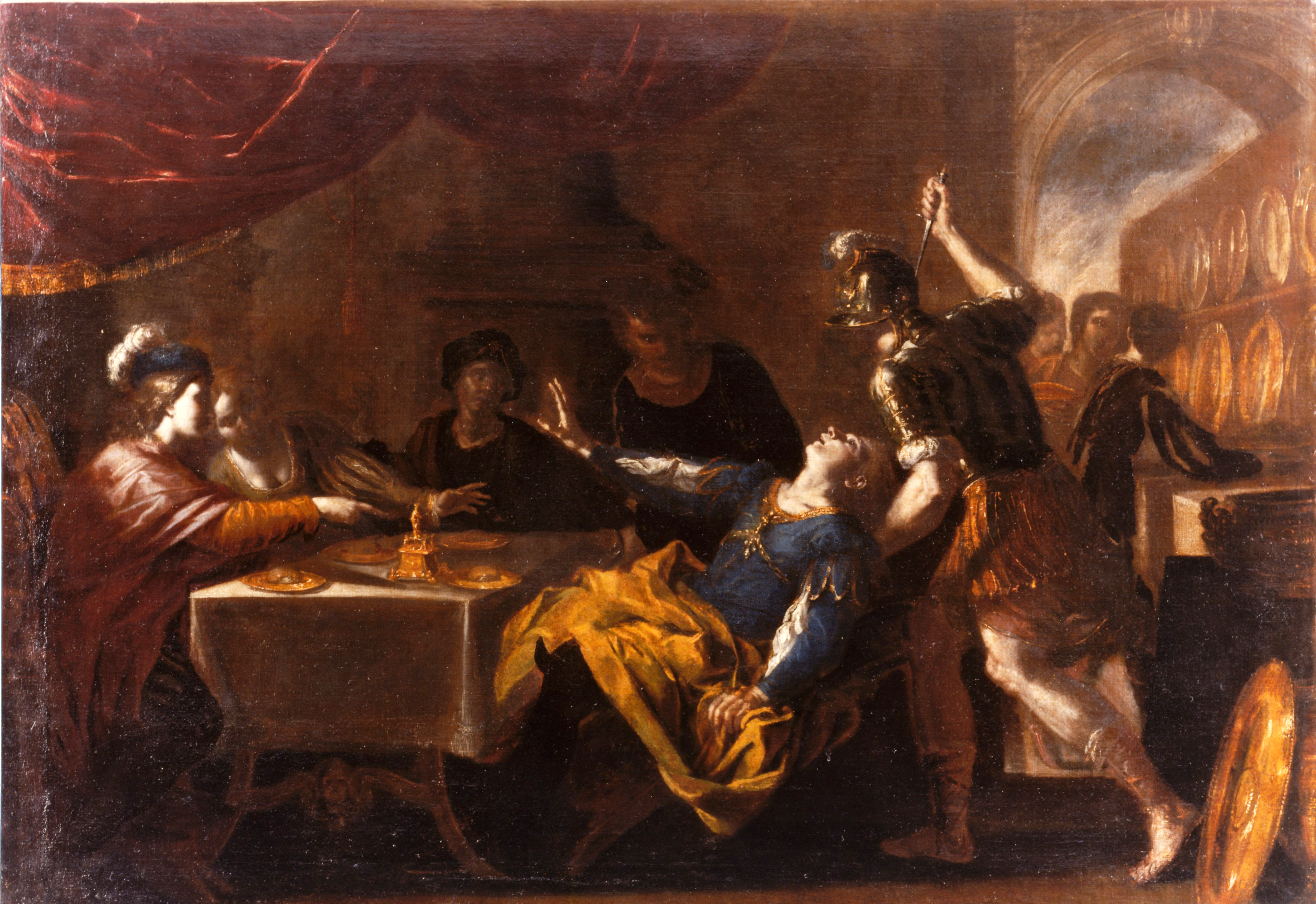
El banquet d'Absalom, atribuit a Bernardo Cavallino

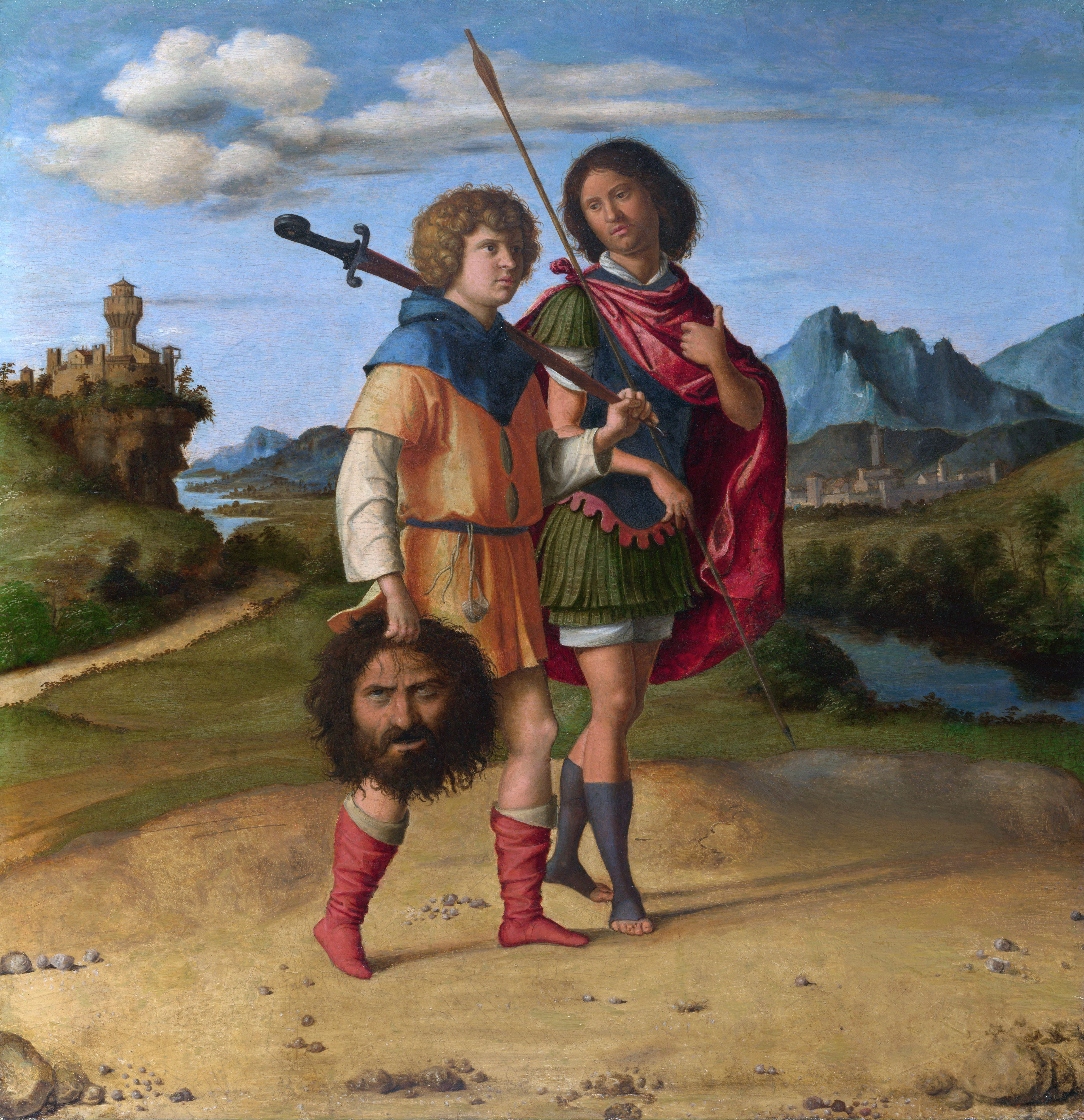
David i Jonatan de Giovanni Battista

### Edad d'or

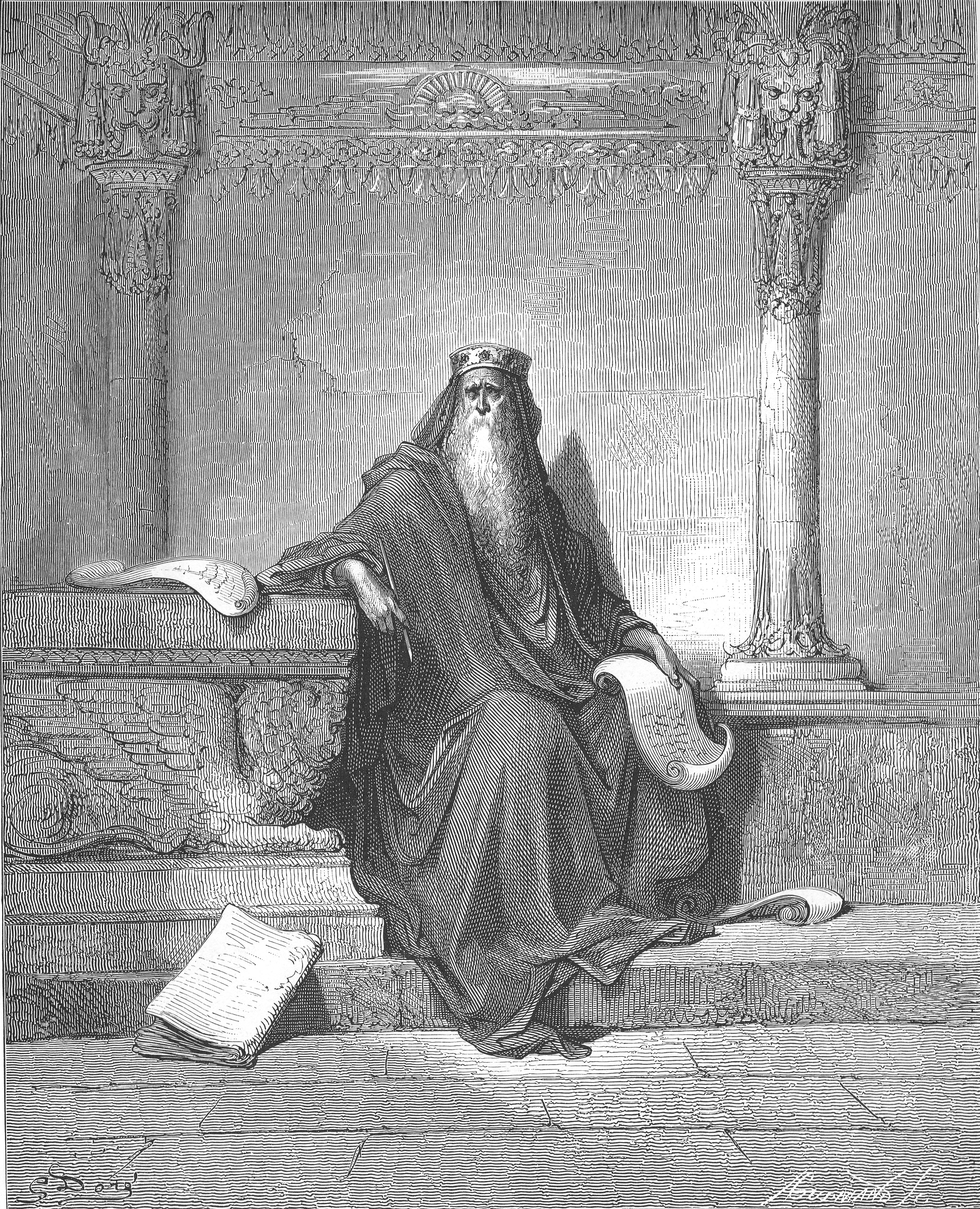
El rei Salomó en un gravat de 1866 de la Bíblia de Doré

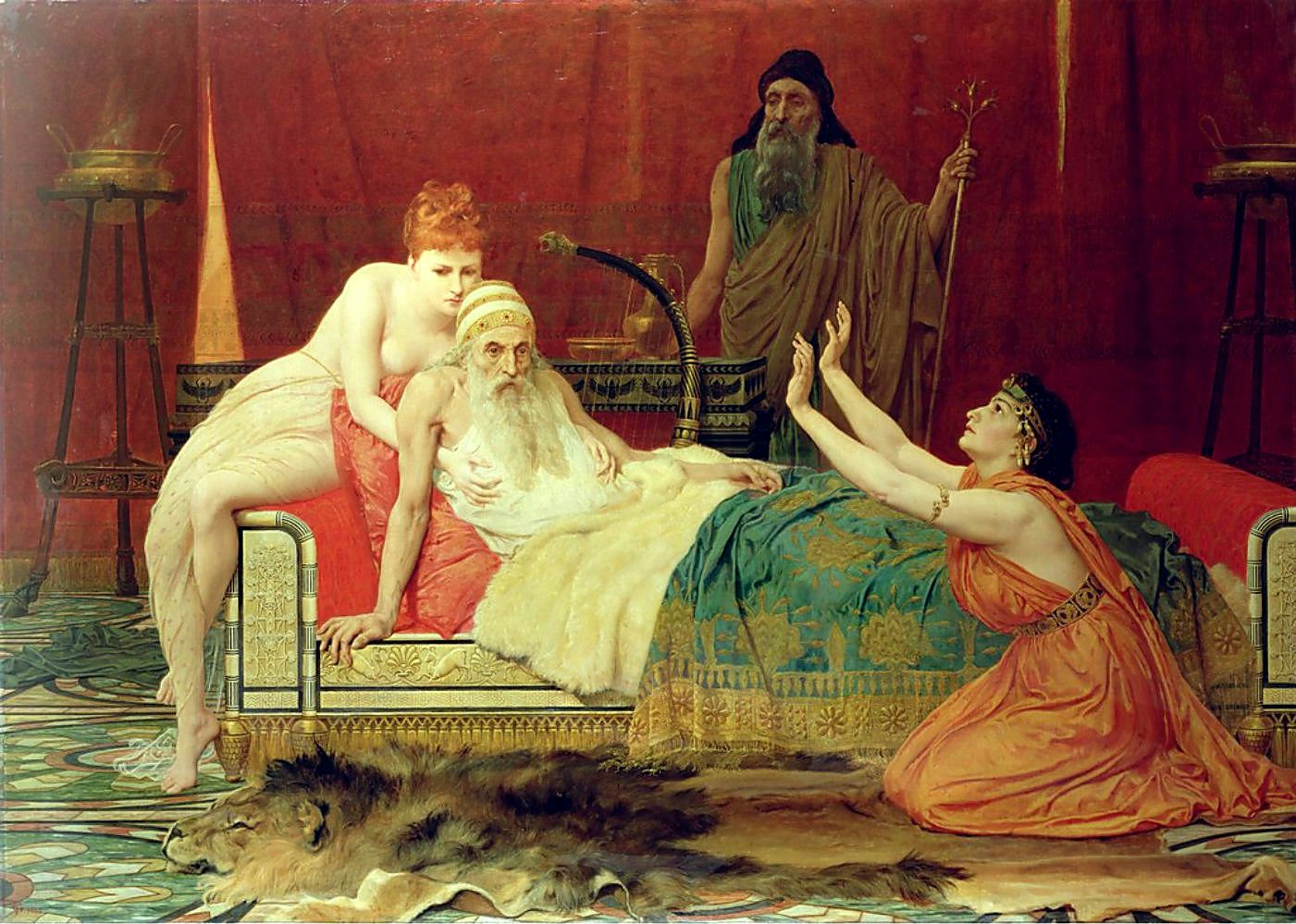
Davit, Betsabé i Abishag, quadre de Frederick Goodall